# Jørgen Skjelvik
Jørgen Skjelvik (Hosle, 1991. július 5. –) válogatott norvég labdarúgó, hátvéd.

## Sikerei, díjai
Rosenborg
- Norvég bajnokság
  - bajnok (3): 2015, 2016, 2017[2][3]
- Norvég kupa
  - győztes (2): 2015, 2016[3]